# Maxon Universal
Maxon Universal treći je studijski album hrvatske grupe TBF objavljen 2004. godine.

## Popis skladbi
1. E-721
2. UV zrake
3. Papilova
4. Guzice i sise
5. Šareni artikal - noviji i bolji
6. Nostalgična
7. Tobogan
8. Heroyix
9. Bog i zemljani
10. Esej
11. Alles gut
12. Masovna hipnoza